# أتراك فلسطين
أتراك فلسطين، والمشار إليهم أيضًا باسم الأتراك الفلسطينيين والتركمان الفلسطينيين هم المنحدرين من أصل تركي كان لهم وجود طويل الأمد في دولة فلسطين. مع استمرار الحكم التركي بين عامي 1069 و1917/22، شُجعت الهجرة التركية الجماعية في عهد نور الدين زنكي في بلاد الشام، ثم عندما شارك الآلاف من الأتراك في معركة القدس مع صلاح الدين الأيوبي. استمرت الهجرة التركية خلال الحكم المملوكي والعثماني لفلسطين وكذلك خلال الحكم البريطاني.

## تاريخ
لم يكن التركمان السلاجقة أول من وصل إلى فلسطين من بين الأتراك، إذ كان هناك أتراك يعيشون في بلاد الشام. فقد تجندوا في الجيش العباسي وبرز منهم قادة عسكريين وحكام على الأقاليم، ومن بينهم الطولونيون والإخشيديون الذين حكموا في العصر العباسي مصر وفلسطين وجنوبي بلاد الشام.
وصلت أعداد كبيرة من التركمان إلى فلسطين قبل الحروب الصليبية، وكانت تتراوح بين 6000 إلى 12000 شخص، لمواجهة هجمات الأعراب وغاراتهم على الريف الفلسطيني. واستقطعت لهم أراضٍ في غور الأردن والمناطق المجاورة للبادية، وكان المقاتل التركماني يتحرك حسب الحاجة لسيفه تتنقل معه أسرته كلها إلى محل استقراره.
خلال الحروب الصليبية وبعدها، هاجر الكثير من التركمان إلى بلاد الشام بحثاً عن المراعي الخصبة والأمن. وقد التحقوا بالزنكيين والأيوبيين في حروبهم ضد الصليبيين، وقدموا مساعدتهم لنور الدين زنكي في حروب العصابات في الجليل الفلسطيني.

### حكم المماليك (1260-1517)
أثناء عهد الظاهر بيبرس (1260-1277 م)، استوطن عدد كبير من مقاتلي التركمان وعائلاتهم على طول الساحل الفلسطيني لحراسة الثغور البحرية من هجمات الفرنجة. شارك هؤلاء المقاتلون في معركة عين جالوت، ولعبوا دوراً في تأمين الطرق والإمدادات اللوجستية وجباية الزكاة وتوصيل البريد. كما أوكلهم بيبرس دفاع يافا بعد تحريرها. واستقر التركمان في عهد المماليك في جبال نابلس وسهول جنين.
تواجدت مجموعات من التركمان في مناطق مختلفة في فلسطين، بسبب العوامل الجغرافية والاقتصادية المتاحة لهم. ومن بين هذه المناطق، تواجدت أعداد منهم في منطقة طبريا نظراً لوجود المياه والمراعي الواسعة، كما وجدت أعداد أخرى من التركمان في حيفا والمنطقة الساحلية القريبة منها، وفي منطقة سهل مرج بن عامر بما في ذلك العلقمة. وتواجدت قبيلة تركمانية في مدينة صفد عرفت باسم جيني. وعلاوة على ذلك، سكنوا في قرى عكا الساحلية التابعة مثل قرى الزيب، ومنوات، والفرج، والغباسية، ومزرعة، والداعوق. ولم يقتصر تواجدهم في فلسطين على هذه المناطق فحسب، بل سكنوا أيضاً في غزة، حيث ما زال حي التركمان يدل على وجودهم في المنطقة منذ فتراتٍ طويلةٍ في الماضي.

### الحكم العثماني (1517-1922)

#### موجة الهجرة الجزائرية التركية (1830)
بمجرد أن أصبحت الجزائر العثمانية تحت الاحتلال الفرنسي عام 1830، أُجبر العديد من تركمان الجزائر على مغادرة المنطقة. على الرغم من أن الغالبية العظمى من الذين فروا قد نُقلوا بحرًا إلى تركيا، إلا أن كثيرين آخرين هاجروا إلى مناطق أخرى من الدولة العثمانية، بما في ذلك فلسطين (توضيح) سوريا وشبه الجزيرة العربية مصر.

### عرائس القبارصة الأتراك (عشرينيات وخمسينيات القرن الماضي)
خلال فترة الحكم البريطاني لقبرص (1878-1950)، واجه القبارصة الأتراك الذين بقوا في الجزيرة الظروف الاقتصادية القاسية للكساد الكبير وما تلاه. نتيجة لذلك، قامت العديد من العائلات في أفقر القرى، التي تواجه الديون والمجاعة، بتزويج بناتها من عرب، وخاصة في فلسطين تحت الانتداب البريطاني  على أمل أن يكون لديهم حياة أفضل. كان العريس يعطي عادة مهر العروس لعائلة الفتاة، عادة ما بين 10-20 جنيها إسترلينيًا، وهو ما يكفي لشراء عدة أفدنة من الأرض في ذلك الوقت، كجزء من ترتيبات الزواج.   لم تكن هذه المدفوعات جزءًا من التقاليد القبرصية، وعادة ما يصف القبارصة الفتيات في هذه الزيجات القسرية على أنهن "باعوهن".  كان السماسرة يرتبون الزيجات في بعض الأحيان، الذين قدموا الأزواج المحتملين كأطباء ومهندسين أثرياء. ومع ذلك، وجدت نيريمان جاهد في كتابها عرائس للبيع أن العديد من هؤلاء الرجال في الواقع لديهم وظائف متواضعة أو كانوا متزوجين بالفعل ولديهم أطفال. استمرت العائلات القبرصية التركية،وهي غير مدركة لهذه الحقائق، في إرسال بناتها إلى فلسطين حتى الخمسينيات من القرن الماضي. يقدر جاهد أنه في غضون 30 عامًا، أُرسل ما يصل إلى 4000 امرأة قبرصية تركية إلى فلسطين للزواج من رجال عرب.

## الشتات
قبل 1948، كان معظم أتراك فلسطين متمركزون في منطقة مرج ابن عامر في المنطقة الشمالية الغربية بالقرب من حيفا، واندمجوا مع السكان حتى صاروا يدعون «عرب التركمان».
أثناء حرب فلسطين 1947-1949 وبعدها، هربت العديد من العائلات التركية من المنطقة واستقرت في الأردن وسوريا لبنان.
وفقًا لمقال إخباري نشره موقع المونيتور عام 2022، فإن العديد من العائلات من أصل تركي في غزة هاجرت إلى تركيا بسبب "تدهور الأوضاع الاقتصادية في الجيب المحاصر".

## أسماء العائلات التركية
غالبًا ما تنتهي ألقاب العائلة التركية في فلسطين بحرف "جي" (على سبيل المثال، البطنيجي والشوربجي) في حين تشمل الأسماء الشائعة الأخرى الغرباوي، وترزي، والترك، وبيرقدار، وجوكمادار، ورضوان، وجاسر والجماسي ومراد وحويله.

## ملحوظون
- أحمد الشقيري، أول رئيس منظمة التحرير الفلسطينية
- عشيرة دغمش،
- ندى زيدان، عارضة أزياء وسائقة رالي